# 精巣網
精巣網（せいそうもう、rete testis）は、精巣縦隔にある繊細な管の吻合した網であり、精細管から精巣輸出管に精子を運ぶ。女性の卵巣網に相当する。その機能は、体液の再吸収のための場所を提供することである。

## 構造

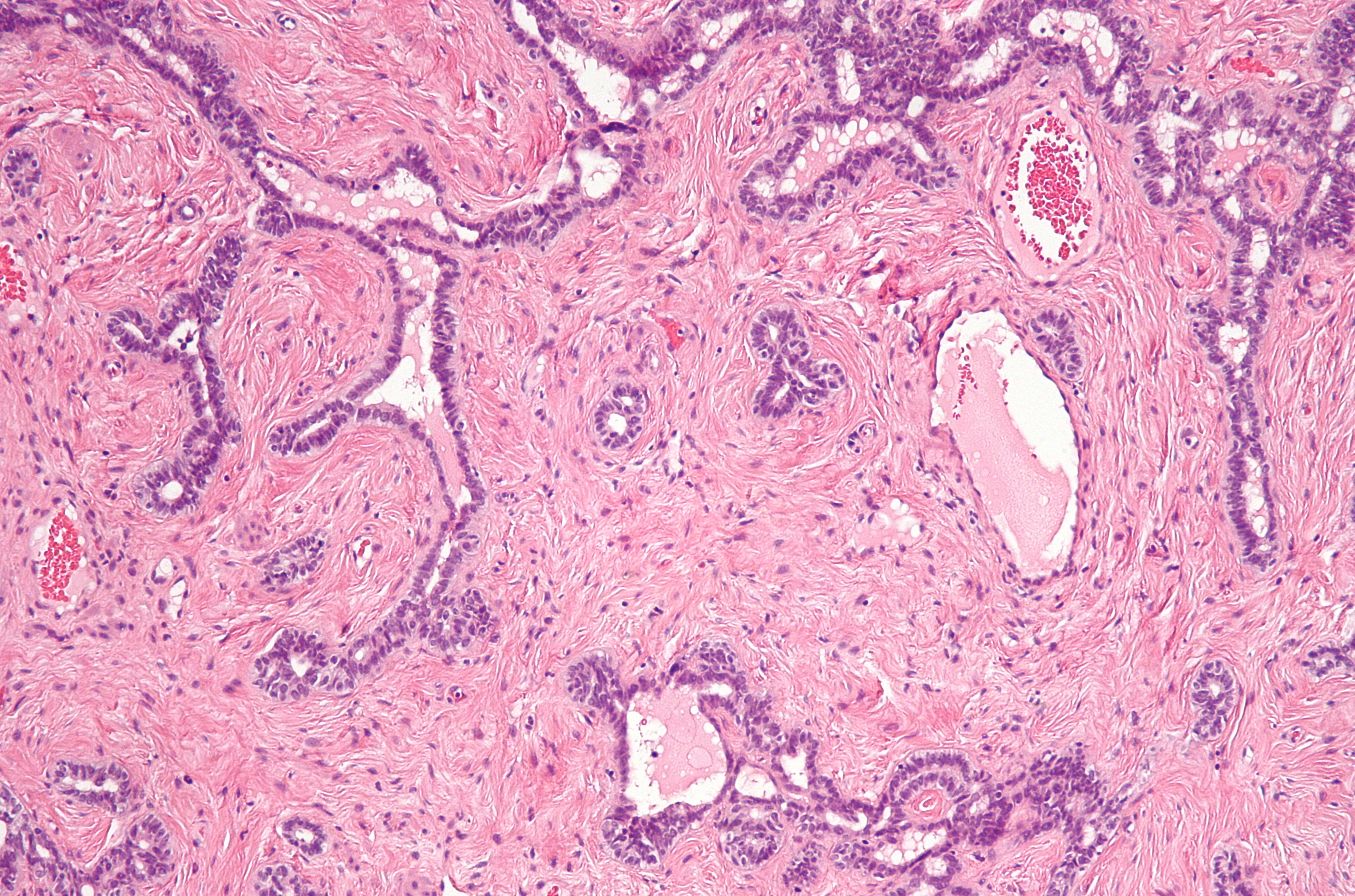
精巣網の顕微鏡写真。H&E stain.

精巣網は、直精細管（精細管の末端部分）が空になるところの相互の連結した管の網である。精巣縦隔の高度な血管結合組織内に位置している。上皮細胞は、細管の内表面を覆う単層を形成する。これらの細胞は立方状であり、その表面には微絨毛と単一の繊毛がある。

### 発達
泌尿器と生殖器の発達において、精巣は卵巣とほぼ同じように発達し、中皮と中腎から発生する。卵巣と同様、初期の段階では表面上皮に覆われた中央の塊で構成される。中央の塊には一連のコードが見られる。これらのコードは将来門になるところへともに走り、網を形成し、最終的に精巣網となる。

## 機能
精巣網の機能は、精子が精管から出るときに精子を混ぜることと思われる。精子はセルトリ細胞の薄い分泌物の中で精細管を出る。限られた量の分泌と再吸収により腔液を変化させるが、主な機能は精子を混ぜ精巣輸出管に輸送することであり、主要な機能は液の約95%を再吸収することで精巣上体に入る前に精子の濃度を高めることである。

## 他の画像

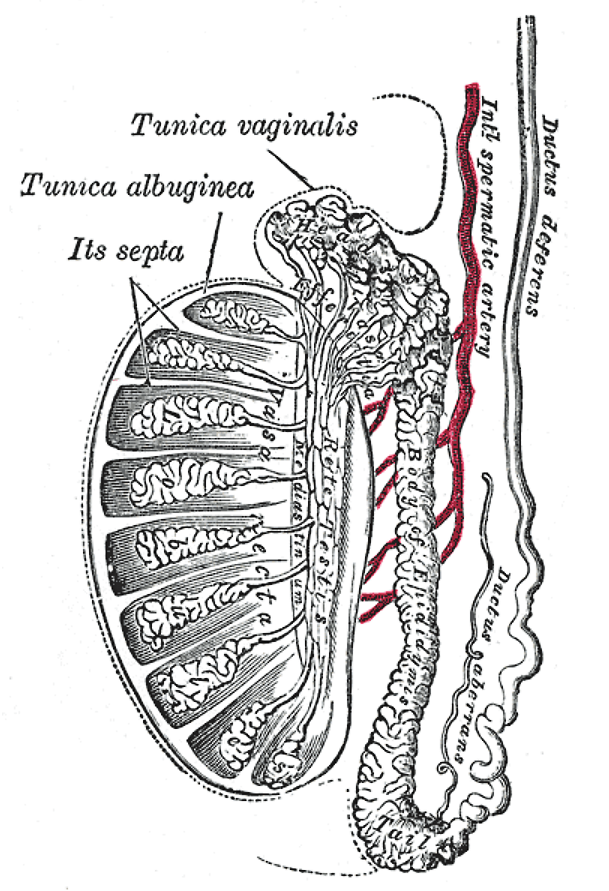
精巣の垂直断面図。管の配置を示す。
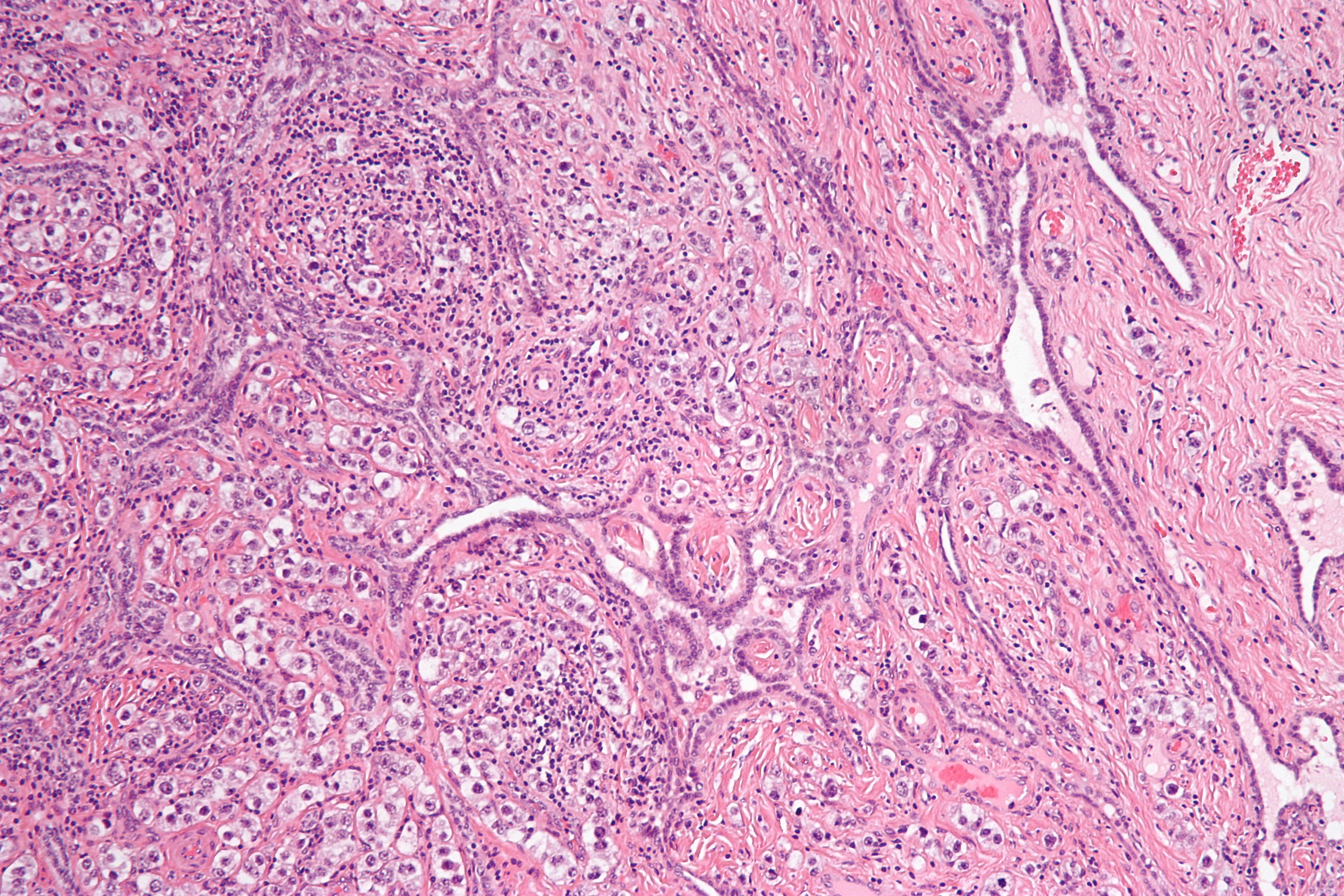
セミノーマが関わる精巣網の顕微鏡写真。H&E stain.
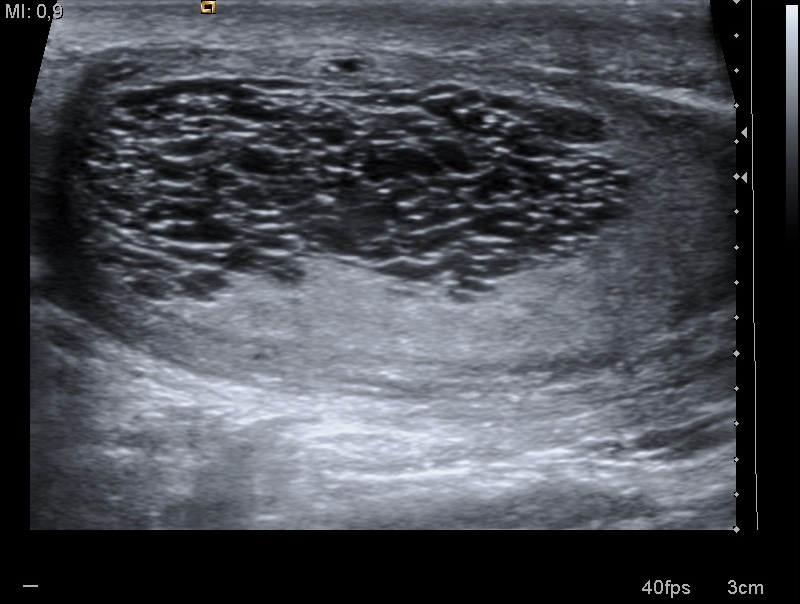
精巣網の管の拡張